# Tramesa
Tramesa, acrónimo de Transportes Mixtos Especiales, S.A., es una empresa ferroviaria española con sede en Torrelavega, Cantabria. Es una filial del Grupo Armando Alvarez que actúa como operador logístico de la matriz.
Tiene licencia de empresa operadora ferroviaria en la Red Ferroviaria de Interés General para mercancías de la Agencia Estatal de Seguridad Ferroviaria.
Opera, junto con TransItalia, la primera autopista ferroviaria de España, entre el puerto de Valencia y Madrid, para cuya explotación ha adquirido en propiedad 35 vagones plataforma tipo Sdggmrss T4000 a Tatravagónka y ha cerrado un acuerdo con Wascosa para sumar a esta flota otros 20 vagones más en alquiler, que son traccionados por MEDWAY S.A.. También transporta óxido de propileno de Repsol Química en vagones cisterna L10DH adquiridos a Tatravagonka.